# Голос страны
«Голос страны» (укр. Голос країни) — украинское вокальное телевизионное шоу телеканала «1+1», адаптация оригинального формата The Voice of Holland, который впервые появился в эфире голландского ТВ на канале RTL в 2010 году. Украина стала одной из двух стран наряду с США (The Voice of America), которые начали работу над адаптацией формата сразу же после выхода оригинального шоу.

## Описание формата
«Голос страны» ориентирован на поиск профессиональных и непрофессиональных голосов. Его отличия от привычных вокальных телевизионных шоу: высокие требования к уровню вокала.
После предварительного кастинга, которым руководит музыкальный продюсер шоу, отобранные участники проходят в следующий тур — «Отбор вслепую». В рамках «слепых прослушиваний» четыре наставника отбирают себе в команду участников, не видя их, сидя спиной к сцене и слыша только их голос. Если вокал артиста впечатляет кого-то из тренеров, он, пока звучит музыка, разворачивает свое кресло к сцене. Если к вокалисту повернулся один тренер, то участник автоматически становится частью его команды, если несколько — участник выбирает, в какую команду ему пойти. В итоге этого этапа в каждой из команд набирается 14 участников (всего 56 участников). Начиная с 7 сезона, каждый тренер набирает в свою команду по 16 участников. В восьмом сезоне правила меняются: Участник, не развернувший ни одного кресла, сразу покидает сцену, но в девятом это отменяется. В девятом сезоне вводится «блок»: тренер имеет право один раз за сезон «заблокировать» одного из других тренеров, то есть не дать возможность развернуться к вокалисту.
Тренер разделяет 14 участников своей команды на 7 дуэтов, которые будут бороться за дальнейшее участие в шоу. Каждому дуэту он предоставляет композицию для исполнения, которая будет исполняться на специальном «вокальном ринге». После выступления дуэта каждый тренер слушает мнения других наставников и выбирает победителя баттла. Проигравший выбывает из шоу. Начиная с 3 сезона, тренеры имеют возможность «украсть» одного участника из другой команды, проигравшего баттл, спасая его от вылета из шоу. С 7 сезона добавляется новое правило — неоновая комната. Если наставник «украл» одного из участников, то он отправляется в специальную комнату, в которой садится на стул, соответствующий наставнику, который его «украл». Если потом этот же наставник спасет другого участника, то старый уступает ему место на стуле и покидает проект. По итогам этого этапа в каждой из команд, начиная с 3 сезона, остается по 8 участников — семь победителей баллов и один спасенный участник из другой команды (всего 32 участника). В 1 и 2 сезонах в командах оставалось по 7 участников. С 7 сезона, остается 9 участников.
В третьем сезоне появился новый этап — «Супербаттлы» («Нокауты»). Участники, оставшиеся после вокальных баттлов, распределяются наставником на пары (по 4 пары от каждой команды). На этом этапе участники сами выбирают композиции, с которыми они будут бороться за участие в прямых эфирах. Также в каждой паре участники выступают отдельно, по очереди. В каждом нокауте наставник определяет победителя — артиста, который будет выступать в прямых эфирах, — и проигравшего — участника, который покинет шоу. Начиная с 6 сезона, тренер не делит участников на пары, а вводятся «стулья». После выступления участника наставник либо предлагает занять какой-либо стул, либо сразу отправляет домой. В следующий этап проходит только половина — 16 лучших. В 10 сезоне, каждый наставник имел возможность «украсть» одного участника из другой команды, которого наставник отправил на «лаву запасных». В следующий этап проходят 20 лучших. В 11 сезоне правила вновь изменились: наставник может отправить участника домой с любого кресла, независимо от того, какое кресло он занимает. Также впервые в проекте, на этапе «нокаутов» у каждого наставника появился советник. И за всю историю проекта зрители могут вернуть в команды по одному участнику, которые выбыли на этапе «нокаутов», для этого нужно отравить SMS или позвонить за номерами телефонов, которые будут указаны. То есть, в следующий этап проходят по 5 участников с каждой команды.
В прямых эфирах участники выступают сольно. Дальнейшее участие артистов в проекте решают телезрители путём SMS-голосования. Участник, набравший наибольшее количество зрительских голосов в каждой команде, автоматически проходит в следующий тур, а одного из оставшихся 3-х участников оставляет в проекте тренер. а с 11 сезона — одного из оставшихся 4-х участников. В Полуфинале проекта участники, которые пройдет дальше, определяются суммой баллов от зрителей (в процентном соотношении голосов на одну команду) и наставника (распределяет 100 % между своими подопечными). Каждую команду в Суперфинале представляет один участник. Финальное голосование проходит в три тура, на каждом из которых выбывает один участник. После каждого тура голоса аннулируются. Участник, занявший первое место в финальном голосовании, становится победителем шоу.
Победитель «Голоса страны» получает контракт с звукозаписывающей компанией Universal Music.
С седьмого сезона «Голоса страны» правила изменились. Теперь победитель «Голоса страны» получает квартиру в Киеве.

## Наставники
| Наставники                          | Сезоны | Сезоны | Сезоны | Сезоны | Сезоны | Сезоны | Сезоны | Сезоны | Сезоны | Сезоны | Сезоны | Сезоны | Сезоны |
| Наставники                          | 1      | 2      | 3      | 4      | 5      | 6      | 7      | 8      | 9      | 10     | 11     | 12     | 13     |
| ----------------------------------- | ------ | ------ | ------ | ------ | ------ | ------ | ------ | ------ | ------ | ------ | ------ | ------ | ------ |
| Александр Пономарёв                 |        |        |        |        |        |        |        |        |        |        |        |        |        |
| Диана Арбенина                      |        |        |        |        |        |        |        |        |        |        |        |        |        |
| Руслана                             |        |        |        |        |        |        |        |        |        |        |        |        |        |
| Стас Пьеха                          |        |        |        |        |        |        |        |        |        |        |        |        |        |
| Олег Скрипка                        |        |        |        |        |        |        |        |        |        |        |        |        |        |
| Валерия                             |        |        |        |        |        |        |        |        |        |        |        |        |        |
| Святослав Вакарчук                  |        |        |        |        |        |        |        |        |        |        |        |        |        |
| Тина Кароль                         |        |        |        |        |        |        |        |        |        |        |        |        |        |
| Тамара Гвердцители                  |        |        |        |        |        |        |        |        |        |        |        |        |        |
| Ани Лорак                           |        |        |        |        |        |        |        |        |        |        |        |        |        |
| Сергей Лазарев                      |        |        |        |        |        |        |        |        |        |        |        |        |        |
| Потап                               |        |        |        |        |        |        |        |        |        |        |        |        |        |
| Иван Дорн                           |        |        |        |        |        |        |        |        |        |        |        |        |        |
| Джамала                             |        |        |        |        |        |        |        |        |        |        |        |        |        |
| Сергей Бабкин                       |        |        |        |        |        |        |        |        |        |        |        |        |        |
| Dan Balan                           |        |        |        |        |        |        |        |        |        |        |        |        |        |
| MONATIK                             |        |        |        |        |        |        |        |        |        |        |        |        |        |
| ПТП и NK                            |        |        |        |        |        |        |        |        |        |        |        |        |        |
| DOROFEEVA                           |        |        |        |        |        |        |        |        |        |        |        |        |        |
| Олег Винник                         |        |        |        |        |        |        |        |        |        |        |        |        |        |
| Оля Полякова                        |        |        |        |        |        |        |        |        |        |        |        |        |        |
| Александра Зарицкая и Андрей Мацола |        |        |        |        |        |        |        |        |        |        |        |        |        |
| Иван Клименко                       |        |        |        |        |        |        |        |        |        |        |        |        |        |
| Артём Пивоваров                     |        |        |        |        |        |        |        |        |        |        |        |        |        |
| Юлия Санина                         |        |        |        |        |        |        |        |        |        |        |        |        |        |

1. При подготовке первого сезона «Голоса страны» на судейство в шоу согласились Руслана и Александр Пономарёв, чуть позже к ним присоединились Диана Арбенина и Стас Пьеха. Каждый член жюри «отвечал» за отдельное направление в музыке: Д. Арбенина — за рок-музыку, А. Пономарёв — за академический вокал, Руслана — за фолк и фолк-рок, С. Пьеха — за поп-музыку.
2. Во втором сезоне тренерами остались Диана Арбенина и Александр Пономарёв, к ним присоединились двое новых судей — Олег Скрипка и Валерия.
3. В третьем сезоне состав жюри состоял полностью из украинских звёзд: к Олегу Скрипке и Александру Пономарёву присоединились Тина Кароль и Святослав Вакарчук.
4. В четвёртом сезоне организаторы решили сделать перезагрузку проекта. Судейские кресла заняли 3 новых тренера: участница конкурса «Евровидение 2008» Ани Лорак, российский певец Сергей Лазарев и российская певица грузинского происхождения Тамара Гвердцители. Четвёртым тренером стал Святослав Вакарчук, которого выбрали зрители с помощью интернет-голосования на сайте канала.
5. Жюри пятого сезона вновь полностью составлено из украинских музыкантов. Кроме оставшегося Святослава Вакарчука, в него вернулись Александр Пономарёв и Тина Кароль. Новым членом жюри стал продюсер и музыкант Потап.
6. Шестой сезон не сильно изменил тренерский состав. В нём остались Тина Кароль, Потап и Святослав Вакарчук (последний — по итогам голосования зрителей). Новым звездным тренером стал Иван Дорн.
7. В седьмом сезоне в числе тренеров остались Тина Кароль и Потап, к ним присоединились двое новых судей — Сергей Бабкин и Джамала.
8. В восьмом сезоне остались те же тренеры, что и в седьмом сезоне. А именно Тина Кароль, Потап, Сергей Бабкин, Джамала.
9. В девятом сезоне в числе тренеров остались Тина Кароль и Потап, к ним присоединились двое новых судей — MONATIK и Dan Balan.
10. В десятом сезоне в числе тренеров остались Тина Кароль, MONATIK, Dan Balan, а на месте Потапа поставили двойное кресло, в котором сидит сам Потап и новая судья — NK.
11. В одиннадцатом сезоне в числе тренеров остались Тина Кароль и MONATIK, к ним присоединились двое новых судей — DOROFEEVA и Олег Винник.
12. В двенадцатом сезоне в числе тренеров осталась DOROFEEVA, вернулись Потап и Святослав Вакарчук, к ним присоединилась новая судья — Оля Полякова. В новом сезоне появилась пятая команда тренеров под названием «Второй Шанс», в состав которой вошли участница 4 сезона Голоса страны и вокалистка группы KAZKA Александра Зарицкая и предприниматель Андрей Мацола.
13. В тринадцатом сезоне в числе тренеров осталась DOROFEEVA, к ней присоединились трое новых судей — Юлия Санина, Артём Пивоваров и Иван Клименко (KALUSH).

«Dream teams» наставников (команды помощников в 1-3, 11-13 сезонах)
| 1 сезон  | Руслана                           | Стас Пьеха                | Диана Арбенина                | Александр Пономарёв            |
| -------- | --------------------------------- | ------------------------- | ----------------------------- | ------------------------------ |
| 1 сезон  | Александр Ксенофонтов Юрий Фалёса | Илья Зудин Зираддин Рзаев | Сергей Галанин Евгений Ступка | Нонна Кондрашова Николо Петраш |
| 2 сезон  | Олег Скрипка                      | Диана Арбенина            | Александр Пономарёв           | Валерия                        |
| 2 сезон  | Ани Лорак                         | Чулпан Хаматова           | Нонна Кондрашова              | Иосиф Пригожин                 |
| 3 сезон  | Олег Скрипка                      | Святослав Вакарчук        | Тина Кароль                   | Александр Пономарёв            |
| 3 сезон  | Каша Сальцова                     | Виталий Климов            | Нина Матвиенко                | Микаэла Роуз                   |
| 11 сезон | Тина Кароль                       | Олег Винник               | DOROFEEVA                     | MONATIK                        |
| 11 сезон | Dan Balan                         | Иван Дорн                 | Alyona Alyona                 | Юлия Санина                    |
| 12 сезон | Святослав Вакарчук                | DOROFEEVA                 | Потап                         | Ольга Полякова                 |
| 12 сезон | Фагот                             | Kola                      | Мишель Андраде                | Артём Пивоваров                |
| 13 сезон | Иван Клименко                     | DOROFEEVA                 | Артём Пивоваров               | Юлия Санина                    |
| 13 сезон | Kalush                            | Макс Барских              | Kola                          | Jerry Heil                     |

## Ведущие
| Ведущие            | Сезоны  | Сезоны  | Сезоны  | Сезоны  | Сезоны  | Сезоны  | Сезоны  | Сезоны  | Сезоны  | Сезоны  | Сезоны  | Сезоны  | Сезоны  | Сезоны |
| Ведущие            | 1       | 2       | 3       | 4       | 5       | 6       | 7       | 8       | 9       | 10      | 11      | 12      | 13      |        |
| Ведущие            | Ведущие | Ведущие | Ведущие | Ведущие | Ведущие | Ведущие | Ведущие | Ведущие | Ведущие | Ведущие | Ведущие | Ведущие | Ведущие |        |
| ------------------ | ------- | ------- | ------- | ------- | ------- | ------- | ------- | ------- | ------- | ------- | ------- | ------- | ------- | ------ |
| Андрей Доманский   |         |         |         |         |         |         |         |         |         |         |         |         |         |        |
| Екатерина Осадчая  |         |         |         |         |         |         |         |         |         |         |         |         |         |        |
| Ольга Фреймут      |         |         |         |         |         |         |         |         |         |         |         |         |         |        |
| Юрий Горбунов      |         |         |         |         |         |         |         |         |         |         |         |         |         |        |
| Backstage          |         |         |         |         |         |         |         |         |         |         |         |         |         |        |
| Анатолий Анатолич  |         |         |         |         |         |         |         |         |         |         |         |         |         |        |
| Никита Добрынин    |         |         |         |         |         |         |         |         |         |         |         |         |         |        |
| Артем Гагарин      |         |         |         |         |         |         |         |         |         |         |         |         |         |        |
| Рома Гений         |         |         |         |         |         |         |         |         |         |         |         |         |         |        |
| Слава Дёмин        |         |         |         |         |         |         |         |         |         |         |         |         |         |        |
| Сергей Лазановский |         |         |         |         |         |         |         |         |         |         |         |         |         |        |

## Обзор сезонов
На данный момент выпущено 13 сезонов телешоу.
| Команда Русланы Команда Пьехи Команда Арбениной Команда Пономарёва Команда Скрипки | Команда Валерии Команда Вакарчука Команда Король Команда Гвердцители Команда Лорак | Команда Лазарева Команда Потапа Команда Дорна Команда Джамалы Команда Бабкина | Команда Dan Balan Команда MONATIK Команда ПТП и NK Команда DOROFEEVA Команда Винника | Команда Поляковой Команда Зарицкой и Мацолы Команда Саниной Команда Пивоварова Команда Клименко |

| Сезон | Премьера        | Финал            | Победитель         | 2 место            | 3 место            | 4 место           | Победивший наставник | Ведущие          | Ведущие           | Наставники          | Наставники         | Наставники         | Наставники          | Наставники          | Наставники        |
| Сезон | Премьера        | Финал            | Победитель         | 2 место            | 3 место            | 4 место           | Победивший наставник | 1                | 2                 | Васkstage           | 1                  | 2                  | 3                   | 4                   | 5                 |
| ----- | --------------- | ---------------- | ------------------ | ------------------ | ------------------ | ----------------- | -------------------- | ---------------- | ----------------- | ------------------- | ------------------ | ------------------ | ------------------- | ------------------- | ----------------- |
| 1     | 22 мая 2011     | 11 сентября 2011 | Иван Ганзера       | Антонина Матвиенко | Владислав Сытник   | Арсен Мирзоян     | Диана Арбенина       | Андрей Доманский | Екатерина Осадчая | Анатолич и Добрынин | Руслана            | Стас Пьеха         | Диана Арбенина      | Александр Пономарёв | Не было           |
| 2     | 8 января 2012   | 29 апреля 2012   | Павел Табаков      | Ангелина Моняк     | Назар Савко        | Мария Яремчук     | Диана Арбенина       | Андрей Доманский | Екатерина Осадчая | Анатолий Анатолич   | Олег Скрипка       | Диана Арбенина     | Александр Пономарёв | Валерия             | Не было           |
| 3     | 10 марта 2013   | 9 июня 2013      | Анна Ходоровская   | Отар Немсадзе      | Артём Кондратюк    | Тарас Мельник     | Александр Пономарев  | Андрей Доманский | Екатерина Осадчая | Анатолий Анатолич   | Олег Скрипка       | Святослав Вакарчук | Тина Кароль         | Александр Пономарёв | Не было           |
| 4     | 2 марта 2014    | 8 июня 2014      | Игорь Грохоцкий    | Марлен Каримов     | Ольга Мельник      | Михаил Мирка      | Святослав Вакарчук   | Ольга Фреймут    | N/A               | Анатолий Анатолич   | Святослав Вакарчук | Тамара Гвердцители | Ани Лорак           | Сергей Лазарев      | Не было           |
| 5     | 8 марта 2015    | 7 июня 2015      | Антон Копытин      | Татьяна Решетняк   | Андрей Лучанко     | Евгений Толочный  | Тина Кароль          | Ольга Фреймут    | Юрий Горбунов     | Анатолий Анатолич   | Святослав Вакарчук | Тина Кароль        | Потап               | Александр Пономарёв | Не было           |
| 6     | 28 февраля 2016 | 29 мая 2016      | Виталина Мусиенко  | Инна Ищенко        | Павел Палийчук     | Владислав Каращук | Святослав Вакарчук   | Юрий Горбунов    | Екатерина Осадчая | N/A                 | Святослав Вакарчук | Тина Кароль        | Потап               | Иван Дорн           | Не было           |
| 7     | 22 января 2017  | 23 апреля 2017   | Александр Клименко | Ингрет Костенко    | Вера Кекелия       | Анна Кукса        | Тина Кароль          | Юрий Горбунов    | Екатерина Осадчая | N/A                 | Тина Кароль        | Потап              | Джамала             | Сергей Бабкин       | Не было           |
| 8     | 28 января 2018  | 29 апреля 2018   | Елена Луценко      | Андрей Рыбарчук    | Анна Тринчер       | Србуи Саргсян     | Сергей Бабкин        | Юрий Горбунов    | Екатерина Осадчая | Артём Гагарин       | Тина Кароль        | Потап              | Джамала             | Сергей Бабкин       | Не было           |
| 9     | 20 января 2019  | 21 апреля 2019   | Оксана Муха        | Карина Арсентьева  | Андрей Хайат       | Виктория Олейник  | Dan Balan            | Юрий Горбунов    | Екатерина Осадчая | N/A                 | Dan Balan          | Тина Кароль        | MONATIK             | Потап               | Не было           |
| 10    | 19 января 2020  | 26 апреля 2020   | Роман Сасанчин     | Индира Едильбаева  | Ерлан Байбазаров   | Сергей Асафатов   | Тина Кароль          | Юрий Горбунов    | Екатерина Осадчая | Рома Гений          | Dan Balan          | Тина Кароль        | MONATIK             | ПТП и NK            | Не было           |
| 11    | 24 января 2021  | 25 апреля 2021   | Сергей Лазановский | Юлия Тимочко       | Тёма Паучек        | Сергей Нейчев     | DOROFEEVA            | Юрий Горбунов    | Екатерина Осадчая | Слава Дёмин         | Тина Кароль        | Олег Винник        | DOROFEEVA           | MONATIK             | Не было           |
| 12    | 23 января 2022  | 20 ноября 2022   | Мария Квитка       | Василий Палюх      | Давид Маскиса      | Сергей Соловьёв   | Зарицкая и Мацола    | Юрий Горбунов    | Екатерина Осадчая | Сергей Лазановский  | Святослав Вакарчук | DOROFEEVA          | Потап               | Оля Полякова        | Зарицкая и Мацола |
| 13    | 3 сентября 2023 | 29 октября 2023  | Михаил Панчишин    | Юрий Городецкий    | Кристина Старикова | Анастасия Чабан   | Артём Пивоваров      | Юрий Горбунов    | Екатерина Осадчая | N/A                 | Иван Клименко      | DOROFEEVA          | Артём Пивоваров     | Юлия Санина         | Не было           |

### Сезон 1
Премьера первого сезона прошла 22 мая 2011 года. Наставниками в нём стали Руслана, Стас Пьеха, Диана Арбенина, Александр Пономарёв.
В прямые эфиры от команды каждого наставника прошли по шесть вокалистов:
| Руслана            | Стас Пьеха         | Диана Арбенина    | Александр Пономарёв |
| Антонина Матвиенко | Арсен Мирзоян      | Иван Ганзера      | Владислав Сытник    |
| Василий Логай      | Мила Нитич         | Наталья Гордиенко | Екатерина Грачёва   |
| Евгения Червоножко | Стас Конкин        | Сергей Юрченко    | Дарья Минеева       |
| Эштар Ради         | Ольга Шанис        | Лика Бугаева      | Ирина Пойзен        |
| Артём Верещака     | Алексей Мартыненко | Таша Круз         | Алина Башкина       |
| Дмитрий Иващенко   | Роман Стоколос     | Владимир Окилко   | Дмитрий Теймуразов  |

### Сезон 2. Новая история
Премьера второго сезона телешоу прошла 8 января 2012 года. Наставниками в нём стали Олег Скрипка, Диана Арбенина, Александр Пономарёв и Валерия.
В прямые эфиры от команды каждого наставника прошли по шесть вокалистов:
| Олег Скрипка      | Диана Арбенина       | Александр Пономарёв | Валерия           |
| Назар Савко       | Павел Табаков        | Мария Яремчук       | Ангелина Моняк    |
| Иллария           | Александр Онофрийчук | Кирилл Туриченко    | Наталья Пичкур    |
| Василий Жадан     | Павел Смирнов        | Галина Безрук       | Niloo             |
| Игорь Петров      | Рожден Ануси         | Роман Болдузев      | Денис Федоренко   |
| Олеся Киричук     | Дмитрий Селянский    | Оксана Комар        | Ольга Панкратова  |
| Кристина Ковалёва | Денис Жупник         | Яна Юдина           | Владимир Бандерас |

### Сезон 3. Все по-честному
Премьера третьего сезона телешоу прошла 10 марта 2013 года. Наставниками в нём стали Олег Скрипка, Святослав Вакарчук, Тина Кароль и Александр Пономарёв.
В прямые эфиры от команды каждого наставника прошли по четыре вокалиста:
| Олег Скрипка       | Святослав Вакарчук | Тина Кароль        | Александр Пономарёв |
| Артём Кондратюк    | Отар Немсадзе      | Тарас Мельник      | Анна Ходорковская   |
| Иван Сяркевич      | Христина Соловий   | дуэт «London Hill» | Сергей Ручкин       |
| Татьяна Ожелевская | Блез Малаба        | Ольга Сивакова     | Юрий Камбарян       |
| Алёна Жигарёва     | Микаэль Киладзе    | Алексей Ковалёв    | Радмир Мухтаров     |

### Сезон 4. Перезагрузка
Премьера четвёртого сезона телешоу прошла 2 марта 2014 года. Наставниками в нём стали Святослав Вакарчук, Тамара Гвердцители, Ани Лорак и Сергей Лазарев.
В прямые эфиры от команды каждого наставника прошли по четыре вокалиста:
| Святослав Вакарчук | Тамара Гвердцители | Ани Лорак           | Сергей Лазарев   |
| Игорь Грохоцкий    | Михаил Мирка       | Марлен Каримов      | Ольга Мельник    |
| Василий Мищенко    | Вагиф Нагиев       | Меги Гогитидзе      | Вячеслав Рыбиков |
| Леонардо Ободеяке  | Ольга Жмурина      | Никита Алексеев     | Анна Корсун      |
| Дарина Кирилко     | Дмитрий Ерёменко   | Владислав Воловиков | Юлия Сиренко     |

### Сезон 5
Премьера пятого сезона прошла 8 марта 2015 года. Наставниками в нём стали Святослав Вакарчук, Тина Кароль, Потап и Александр Пономарёв.
В прямые эфиры от команды каждого наставника прошли по четыре вокалиста:
| Святослав Вакарчук | Тина Кароль    | Потап            | Александр Пономарёв  |
| Андрей Лучанко     | Антон Копытин  | Татьяна Решетняк | Евгений Толочный     |
| Мебо Нутсубидзе    | Иван Пилипец   | Дмитрий Костюк   | Владислав Кашпуренко |
| Людмила Чеботина   | Юрий Ковальчук | Никита Обушенко  | Валерия Садовская    |
| Феликс Шиндер      | Анис Эттаеб    | Екатерина Рыбак  | Валерия Чуприна      |

### Сезон 6
Премьера шестого сезона прошла 28 февраля 2016 года. Наставниками в нём стали Святослав Вакарчук, Тина Кароль, Потап и Иван Дорн.
В прямые эфиры от команды каждого наставника прошли по четыре вокалиста:
| Святослав Вакарчук | Тина Кароль         | Потап             | Иван Дорн           |
| Виталина Мусиенко  | Инна Ищенко         | Павел Палийчук    | Владислав Каращук   |
| Иванна Червинская  | Агата Вильчик       | Назар Бецель      | Юлия Юрина          |
| Маргарита Тишкевич | Александра Казакова | Маргарита Мелешко | Константин Дмитриев |
| Николай Бобрик     | Антон Якубовский    | Татьяна Амирова   | Кристина Олексин    |

### Сезон 7
Премьера седьмого сезона прошла 22 января 2017 года. Наставниками в нём стали Тина Кароль, Потап, Джамала и Сергей Бабкин.
В прямые эфиры от команды каждого наставника прошли по четыре вокалиста:
| Тина Кароль          | Потап           | Джамала           | Сергей Бабкин |
| Александр Клименко   | Ингрет Костенко | Анна Кукса        | Вера Кекелия  |
| Катя Chilly          | Роман Руссу     | Наиле Ибраимова   | Марта Адамчук |
| Галина Шкода         | Нини Цнобиладзе | Яна Блиндер       | Роман Дуда    |
| Анастасия Малашкевич | Владислав Белик | Ольга Богатыренко | Егор Шаранков |

### Сезон 8
Премьера восьмого сезона прошла 28 января 2018 года. Наставниками в нём стали Тина Кароль, Потап, Джамала и Сергей Бабкин.
↑  В четвертьфинале «Nude Voices» выступали дуэтом.
В прямые эфиры от команды каждого наставника прошли по четыре вокалиста:
| Тина Кароль        | Потап               | Джамала          | Сергей Бабкин      |
| Андрей Рыбарчук    | Србуи Саргсян       | Анна Тринчер     | Елена Луценко      |
| Михаил Сосунов     | Никита Трондин      | Кристина Храмова | Дмитрий Самко      |
| Алёна Карась       | Виолетта Литвиненко | Арсен Витрецкий  | Валентин Беленький |
| Трио «Nude Voices» | Зианджа             | Адриана Шевчук   | Александр Чекмарёв |

### Сезон 9
Премьера девятого сезона состоялась 20 января 2019 года. Наставниками сезона являются Dan Balan, Тина Кароль, MONATIK и Потап.
В прямые эфиры от команды каждого наставника прошли по четыре вокалиста:
| Дан Балан       | Тина Кароль      | Монатик                | Потап             |
| Оксана Муха     | Андрей Хайат     | Виктория Олейник       | Карина Арсентьева |
| Хейтам Рафи     | Дэвид Аксельрод  | Андрей Карпов          | Виктория Ягич     |
| Екатерина Бегу  | Ника Тупилко     | Влад и Роман Таранцовы | Арсений Журавель  |
| Вячеслав Кретов | Ксения Бахчалова | Лина Подлужная         | Богдана Ренк      |

### Сезон 10. Битва эпохи
Премьера десятого сезона состоялась 19 января 2020 года. Наставниками сезона являются Dan Balan, Тина Кароль, MONATIK и ПТП и NK.
↑  Екатерина Степура и Максим Перепелица стали дуэтом по решению наставников.
В прямые эфиры от команды каждого наставника прошли по пять вокалистов:
| Дан Балан         | Тина Кароль      | Монатик          | Потап и Настя           |
| Индира Едильбаева | Роман Сасанчин   | Сергей Асафатов  | Ерлан Байбазаров        |
| Анастасия Балог   | Ольга Мельник    | Мелен Пасса      | Юлия Коровко            |
| Дарья Петрожицкая | Анна Трубецкая   | Лидия Скорубская | Анастасия Картвелишвили |
| Назар Яцишин      | Дарья Полоротова | Сергей Роман     | Екатерина и Максим      |
| Мария Кондратенко | Даниэль Салем    | Юрий Самовилов   | Виталий Окс             |

### Сезон 11. Перезагрузка
Премьера одиннадцатого сезона состоялась 24 января 2021 года. Наставниками сезона являются Тина Кароль, Олег Винник, DOROFEEVA и MONATIK.
В прямые эфиры от команды каждого наставника прошли по пять вокалистов:
| Тина Кароль       | Олег Винник      | Надя Дорофеева     | Монатик             |
| Юлия Тимочко      | Сергей Нейчев    | Сергей Лазановский | Тёма Паучек         |
| Екатерина Гладий  | Галина Куришко   | Илья Николаенко    | Анастасия Прудиус   |
| Мила Нитич        | Андрей Кудинов   | Илья Резников      | Саша Таб            |
| Никита Ломакин    | Диляра Дидаркизы | Ирина Эбралидзе    | Владимир Хоменко    |
| Денис Калитовский | Богдан Муха      | Андрей Науменко    | Анастасия Буханцова |

### Сезон 12. Так звучит твоя страна
Премьера двенадцатого сезона состоялась 23 января 2022 года. Наставниками сезона стали Святослав Вакарчук, DOROFEEVA, Потап, Оля Полякова и «Второй Шанс» (Александра Зарицкая и Андрей Мацола).
↑  Святослав Вакарчук не смог принимать участие в шоу после нокаутов, поэтому участники его команды перешли к другим наставникам.
В прямые эфиры от команды каждого наставника прошли по четыре вокалиста:
| Надя Дорофеева       | Потап          | Оля Полякова     | Второй Шанс    |
| Давид Маскиса        | Василий Палюх  | Сергей Соловьёв  | Мария Квитка   |
| Александр Свириденко | Карина Столаба | Алёна Чукаленко  | Марта Липчей   |
| Алие Хаджабадинова   | Михаил Царь    | Анна Киндзерская | Марта Любчик   |
| Инесса Грицаенко     | Павел Нажига   | Димаш Даулетов   | Павел Тютюнник |

### Сезон 13. Европейский сезон
Премьера тринадцатого сезона состоялась 3 сентября 2023 года. Наставниками сезона стали Иван Клименко, DOROFEEVA, Артём Пивоваров, Юлия Санина.
↑  Александра Ройко и Ольга Щербак стали дуэтом по решению наставника.
В прямые эфиры от команды каждого наставника прошли по четыре вокалиста:
| Иван Клименко      | Надя Дорофеева  | Артём Пивоваров   | Юлия Санина        |
| Анастасия Чабан    | Юрий Городецкий | Михаил Панчишин   | Кристина Старикова |
| Вероника Коваленко | Роман Панченко  | Изабелла Иващенко | Владислав Пелих    |
| Александра и Ольга | Майрамик Авоян  | Влад Шериф        | Галина Печенежская |
| Елизавета Шафорост | Эдгар Енокян    | Гидаят Сеидов     | Мария Стасюк       |

## Комментарии
1. ↑   Стартовал 23 января 2022 года и должен был завершится 24 апреля 2022 года, однако в связи с вторжением России на Украину выход сезона был приостановлен, а 2 октября 2022 года проект вернулся в эфир и завершился 20 ноября 2022 года.